# Cubocephalus prolixus
Cubocephalus prolixus är en stekelart som beskrevs av Henry Keith Townes, Jr. och Gupta 1962. Cubocephalus prolixus ingår i släktet Cubocephalus och familjen brokparasitsteklar. Utöver nominatformen finns också underarten C. p. phaeolepis.